# Petit Châtelet
Il Petit Châtelet era una delle due fortezze che dal IX secolo proteggevano l'accesso all'île de la Cité di Parigi dalle rive della Senna, e che proteggevano i due ponti, prima in legno e poi in pietra. Il Petit Châtelet a sud, per proteggere l'accesso al Petit-Pont, le Grand Châtelet, a nord, per proteggere l'accesso al Ponte Grande (oggi Pont au Change).
Situato all'estremità meridionale del Petit-Pont, il petit Châtelet è stato chiamato così per distinguerlo dal grand Châtelet situato al di là del Ponte grande. A Parigi comunque quando si utilizza il nome « Châtelet » senza ulteriori specificazioni, ci si riferisce sempre al Grand Châtelet.
Il Grand Châtelet è stata una fortezza dell'Ancien Régime, che conteneva un palazzo di giustizia ed una sede della polizia con un certo numero di prigioni, situata a Parigi sulla rive droite della Senna, sul sito di quello che oggi è la Place du Châtelet.
.

## Storia

### Origine

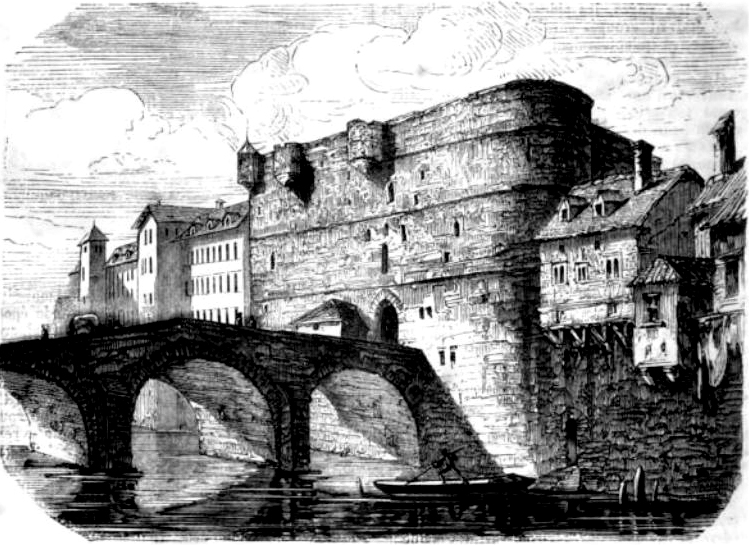
Il Petit Châtelet di Parigi.

Nel III secolo, la città, che si chiama ancora Lutezia, era concentrata nell'île de la Cité, protetta da fortificazioni romane formate da un muro di 2,50 m di spessore. Sembra che a quel tempo nessun manufatto proteggesse l'accesso ai ponti di legno, questi potevano essere rapidamente distrutti o bruciati in caso di attacco. È nell'877 che Carlo II il Calvo ha fatto rafforzare le fortificazioni di Parigi per proteggere la città dalle incursioni dei Normanni che si moltiplicavano. Le mura romane sono state riparate, ponti rafforzati e i loro piloni rinserrati per impedire il passaggio delle imbarcazioni. Fece anche costruire delle torri in legno formando piccoli castelli, per proteggere le estremità dei ponti.
Così, quando gli invasori normanni risalgono la Senna nel novembre dell'anno 885, si imbattono in una fortezza impenetrabile. Le prime feroci offensive furono respinte con determinazione dai difensori, seguì un lungo assedio di Parigi (885-886) per cercare di ridurre alla fame la popolazione e farla capitolare. Nel febbraio dell'886, una grande inondazione della Senna porta via il ponte piccolo, isolando i dodici difensori rimasti nella torre di quello che diventerà il Petit Châtelet. Combatterono ferocemente fino all'ultimo e sono stati tutti massacrati. Carlo il Grosso alla fine arriva con le sue truppe e compra la partenza dei Normanni che si spostano devastando la Borgogna · .

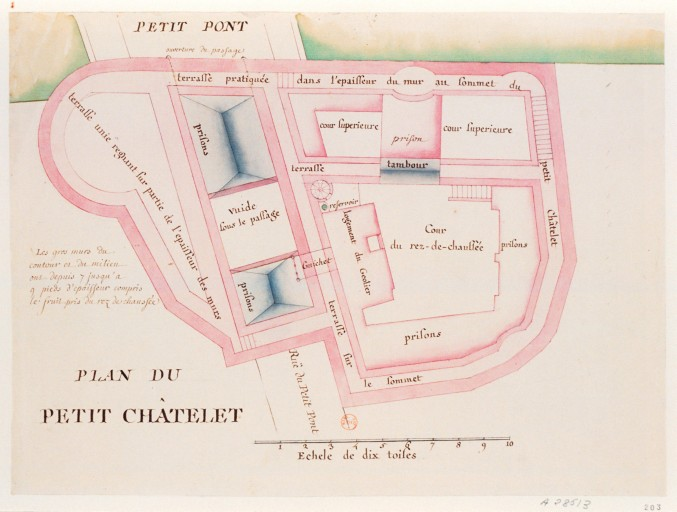
Pianta del petit châtelet

Le torri di legno furono sostituite da edifici in pietra nel 1130 da Luigi VI il Grosso.
.

Il petit Châtelet non era, in realtà, che un edificio costituito da una porta d'ingresso con appartamenti ai piani superiori e due torri ai fianchi.
Una alluvione della Senna il 20 dicembre 1296 aveva distrutto il Petit-Pont e il petit Châtelet; quest'ultimo fu ricostruito da Carlo V, nel 1369, e servì più tardi da prigione di Stato. Carlo VI, nelle sue lettere patenti del 27 gennaio 1382, stabilisce che il Petit Châtelet, riedificato da Hugues Aubriot, serva da dimora e sede del prevosto di Parigi, allo scopo che sia sempre nella sede ove esercita le sue funzioni. Nello stesso documento ordina che le prigioni della fortezza, che non erano mai state utilizzate, servano come aggiuntive a quelle del Grand Châtelet.
Durante il periodo che la Lega cattolica controllava Parigi, il conseil des Seize fece arrestare e impiccare, nell'aula del petit Châtelet, senza prima un processo, il 14 novembre 1591, Barnabé Brisson, presidente del Parlement di Parigi, assieme ai consiglieri Claude Larcher e Tardif, che erano sospettati di favorire il partito del Re.
È sotto il passaggio buio che conduce all'interno del petit Chatelet che sono stati riscossi, sin dai tempi di Luigi IX, i diritti doganali delle merci che arrivano nella città. Una tassa, citata da Saint-Foix, comporta che un mercante che introdurrà una scimmia per venderla pagherà quattro denari; che, se la scimmia appartiene a un giocoliere, quest'uomo, facendola suonare e ballare davanti al pubblico pagante, sarà libero dal pedaggio, tanto dicasi della scimmia che tutto ciò che avrà portato per il suo uso; da qui l'espressione « pagare in moneta di scimmia. »
Una Lettera patenti del 22 aprile 1769 ordina la distruzione del Petit Châtelet che fu demolito nel 1782 per motivi di pubblica utilità; la sua prigione trasferita alla Prison de La Force e lo spazio libero trasformato nella place du Petit-Pont.

### Fonti
- (FR) Yvonne Lanhers, Série Y. Châtelet, in Guide des recherches dans les fonds judiciaires de l'Ancien Régime, n. 8, Parigi, Ministère de l'Éducation nationale, Direction des Archives de France, 1958,  pp. 161-220.
- (FR) Michèle Bimbenet-Privat, Série Y, Châtelet de Paris et prévôté d'Île-de-France. Première partie : les chambres. Introduction (PDF), Archives nationales.

### Approfondimenti
- (FR) Louis-Nicolas Bescherelle, L'Instruction popularisée par l'illustration, Parigi, Marescq et Havard, 1851.
- (FR) Jacques-Antoine Dulaure, Histoire de Paris, Parigi, Gabriel Roux, 1853.
- (FR) Charles Adrien Desmaze, Le Châtelet de Paris, son organisation, ses privilèges (1060-1862) (PDF), Parigi, Didier et Cie, 1863.
- (FR) Louis Batiffol, Le Châtelet de Paris vers 1400, in Revue historique, vol. 61, Félix Alcan Éditeur, maggio-agosto 1896,  pp. 225-264.  Ivi, vol. 62, settembre-dicembre 1896,  pp. 42-55.  Ibidem,  pp. 266-283.
- (FR) Jacques Hillairet, Connaissance du vieux Paris, Parigi, Gonthier, 1954.
- (FR) René Héron de Villefosse, Histoire de Paris, Grasset, Livre de Poche, 1955.
- (FR) Ferdinand Lot e Robert Fawtier, Histoire des institutions françaises au Moyen Âge, vol. II. Institutions royales, Presses universitaires de France, 1958,  pp. 372-385.
- (FR) Eugène Viollet-le-Duc, Encyclopédie Médiévale, vol. 1, G. Bernage, 1978.
- (FR) Jean-Louis Chardans, Le Châtelet, Pygmalion, 1980, ISBN 978-2-85704-092-7.
- (FR) Jean Tulard, Jean-François Fayard, Alfred Fierro, Histoire et dictionnaire de la Révolution française : 1789-1799, luglio 1998.
- (FR) Jules Michelet, Histoire de la Révolution Française, Jean de Bonnot, 1989.
- (FR) Guy le Hallé, Histoire des fortifications de Paris, Horvath, 1995, ISBN 978-2-7171-0925-2.
- (FR) Béatrice de Andia et al., Du Châtelet à Beaubourg. 15 siècles d'histoire, in Action artistique de la Ville de Paris, collection « Paris et son patrimoine », 1997.
- (FR) Alfred Soman, Claude Gauvard, Mary Rouse e Richard Rouse, Le Châtelet de Paris au début du XVe siècle d'après les fragments d'un registre d'écrous de 1412 (PDF), in Bibliothèque de l'école des chartes, vol. 157, n. 157-2, 1999,  pp. 565-606. URL consultato il 18 gennaio 2012 (archiviato dall'url originale il 24 settembre 2015).